# 下陳州
下陈州又名铡四国舅、陈州放粮，是一個豫剧剧目。由叶川、李翎根据元曲《陈州粜米》和同名传统豫剧改编。许昌地区豫剧团于1956年首演。导演為曲玉林、刘锡年。音乐设计為袁世安，舞台美术设计為柯仲齐。王在岭饰包拯，桑振君饰张桂英。下陈州曾获河南省首届戏曲观摩演出大会剧本一等奖。1959年5月又赴北京演出。之後下陈州成為河南豫剧院二团、安阳地区豫剧团及
其他一些表演团体的保留剧目。剧本于1956年7月由河南人民出版社出版。

## 劇情
宋仁宗年间，陈州發生三年大旱。宋仁宗派四国舅曹虎前往陈州放粮。曹虎卻在米中掺沙，小斗卖米，大秤称银，又打死饥民张老汉。其女张桂英向州衙告状。州官不敢受理，張桂英於是进開封告状。包拯接状后準備前往陈州查办。西宫曹妃乘坐銮驾阻挡包拯前往陈州，包拯怒打銮驾。包拯來到陳州後，曹虎又严守城门，試圖阻止。包拯於是化妆進入陳州查辦案件，最終殺死曹虎。